# 贝朗斯区
贝朗斯区（法語：Arrondissement de Belle-Anse），是海地的區，位於該國南部，由南部省負責管轄，面積776.7平方公里，海拔高度256米，2015年該區人口158,081，人口密度為每平方公里203.5人。